# Кросс (река)
Кросс — река в Западной Африке. Длина реки — 485 км.
Берёт начало в Камеруне, течёт через департамент Манью на запад в Нигерию. Поворачивая на юг и отделяя нигерийский штат Кросс-Ривер от более западных Эбоньи и Аква-Ибом, впадает в Гвинейский залив.
Одним из основных народов, населяющих берега реки Кросс, является эфик.

## Притоки

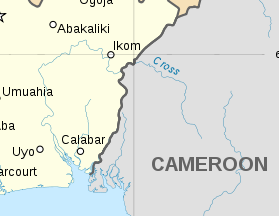

- Онвул

## Прибрежные города
- Мамфе (Камерун)
- Иком
- Афикпо
- Орон (Нигерия)
- Калабар